# Desa Banjaransari (administrativ by i Indonesien, lat -7,01, long 108,35)
Desa Banjaransari är en administrativ by i Indonesien.   Den ligger i provinsen Jawa Barat, i den västra delen av landet, 190 km sydost om huvudstaden Jakarta.